# Nati nel 1911/Senza giorno specificato
| Questa pagina contiene informazioni ricavate automaticamente dalle voci biografiche con l'ausilio del template Bio e di un bot. L'aggiornamento è periodico e automatico e ricostruisce completamente la pagina. Se manca una persona in questa lista, sei pregato di non aggiungerla, ma accertati piuttosto che la sua voce biografica contenga il template Bio e che i dati anagrafici siano correttamente compilati. Se il template Bio manca, inseriscilo tu stesso o, in alternativa, metti l'avviso {{tmp\|Bio}} che ne segnala la mancanza. Se i dati riportati sono sbagliati, correggi direttamente la voce biografica; le modifiche saranno visibili in questa lista entro pochi giorni. Per chiarimenti vedi il progetto biografie. La lista contiene solo le 96 persone che sono citate nell'enciclopedia e per le quali è stato implementato correttamente il template Bio. Pagina aggiornata al 10 ago 2025. |

- Gholam-Hossein Banan, musicista iraniano († 1986)
- Sīdī Muḥammad Belkebīr, giurista e teologo algerino († 2000)
- Gian Antonio Bernasconi, architetto e giornalista italiano
- Vittorio Emanuele Borsi di Parma, generale italiano († 2005)
- Antonio Bossonetto, militare e medico italiano († 1938)
- Alma Brughera Capaldo, musicologa italiana († 2006)
- Giacomo Brunengo, militare italiano († 1941)
- George Burns, generale britannico († 1997)
- Pietro Buzano, matematico italiano († 1993)
- Albert Büche, calciatore svizzero († 1981)
- Icilio Calzecchi Onesti, militare italiano († 1942)
- Salvato Cappelli, giornalista, scrittore e drammaturgo italiano († 1983)
- Danilo Cargnello, psichiatra italiano († 1998)
- José María Carnicero, illustratore spagnolo († 1950)
- Emilio Castellani, traduttore italiano († 1985)
- Livio Castiglioni, architetto e designer italiano († 1979)
- Caio Mario Cattabeni, medico italiano († 1974)
- Antonio Cavalleri, militare italiano († 1941)
- Paolo Cavinato, pittore italiano († 1992)
- Sandro Cherchi, scultore italiano († 1998)
- Carlo Chiamenti, militare italiano († 1941)
- Giovanni Chiocca, enigmista italiano († 1960)
- Antonio Cicirello, militare italiano († 1936)
- James Danielli, biologo inglese († 1984)
- Carlo De Martino, giornalista italiano († 1989)
- Fernando De Ritis, medico e filantropo italiano († 1985)
- Romolo Deotto, microbiologo italiano († 1992)
- Giuseppe Di Bartolo, militare italiano († 1943)
- Guido Donaglio, calciatore italiano
- Arrigo Dreoni, pittore italiano († 1987)
- Luc Estang, scrittore francese († 1992)
- Giacinto Fiore, pittore italiano († 1973)
- Leto Fratini, scultore italiano († 1943)
- Nobuo Fujita, militare giapponese († 1997)
- Luigi Gallina, hockeista su pista e allenatore di hockey su pista italiano
- Fidia Gambetti, giornalista e scrittore italiano († 1996)
- Emilio Ghione Jr, attore e produttore cinematografico italiano († 1982)
- Gonni, pittore, grafico e giornalista italiano († 2003)
- Emilio Grau Sala, pittore spagnolo († 1975)
- Giorgio Graziosi, critico musicale italiano († 1966)
- Manuel Guerrero, cestista argentino
- Edouard Hauser, pallanuotista svizzero
- Henri Heyart, cestista e allenatore di pallacanestro lussemburghese († 2006)
- Karol Hochberg, funzionario ungherese († 1944)
- Erwin Hochsträsser, calciatore svizzero († 1980)
- Sayed Jaffar, hockeista su prato indiano († 1937)
- Jin Shan, attore cinese († 1982)
- Allan Karlsson, fondista svedese († 1991)
- Bob Karp, fumettista statunitense († 1975)
- Kelley Roos, scrittore statunitense († 1987)
- Pedro Lago, calciatore uruguaiano
- Luigi Laviano, militare italiano († 1942)
- Sam Marcy, scrittore e politico statunitense († 1998)
- Franco Martelli, militare e partigiano italiano († 1944)
- Romeo Martinez, critico d'arte spagnolo († 1990)
- Fioravanti Marullo, calciatore argentino († 2003)
- Nino Miglierina, giornalista, conduttore radiofonico e partigiano italiano († 1989)
- Jakob Mil'man, ingegnere ucraino († 1991)
- Antonio Montes, ciclista su strada spagnolo († 1984)
- Edward Narbutt-Narbuttowicz, religioso polacco († 1965)
- Aldo Neri, pittore italiano († 2003)
- Lilian Ngoyi, attivista e politica sudafricana († 1980)
- Jaramogi Oginga Odinga, politico keniota († 1994)
- Flavio Ottaviani, militare italiano († 1936)
- Rolando Pagnini, architetto italiano († 1965)
- Jean Panzani, imprenditore italiano († 2003)
- Lilī Paschalidou-Theodōridou, greca († 1975)
- Bernardo Pasotti, pittore italiano († 2003)
- Phuntsho Choden, regina bhutanese († 2003)
- Enrico Piretti, liutaio italiano († 1993)
- Lorenzo Piroddi, medico, nutrizionista e pubblicista italiano († 1999)
- Volfango Polverelli, avvocato e imprenditore italiano († 1984)
- Guido Quattrini, paroliere e compositore italiano
- Bruno Quirinetta, cantante, batterista e compositore italiano († 1961)
- Gino Regini, poeta e traduttore italiano († 1968)
- Angelo Rozzoni, giornalista italiano († 1985)
- Giuseppe Sabatini, giurista e avvocato italiano († 1976)
- Luigi Sacconi, chimico italiano († 1992)
- Fuad Safar, archeologo iracheno († 1978)
- Marcello Santasilia, militare italiano († 1942)
- Ali Mohammed el-Sayed, cestista egiziano
- Germana Schwaiger, schermitrice italiana († 1999)
- Ugo Sciascia, attivista, conduttore televisivo e critico cinematografico italiano († 1992)
- Hilda Springher, attrice e soubrette austriaca
- Vittorio Subilia, teologo italiano († 1988)
- Teng Huo-Tu, ittiologo taiwanese († 1978)
- Than Tun, politico birmano († 1968)
- Rito Valla, scultore italiano († 1991)
- Jean Vaquié, saggista francese († 1992)
- `Alí-Muhammad Varqá, iraniano († 2007)
- Dino Ziglio, politico italiano († 2001)
- Maxhide Zogu, principessa albanese († 1969)
- Akram al-Hurani, politico siriano († 1996)
- Ahmad II bin Rashid Al Mu'alla, sovrano emiratino († 1981)
- Nasser bin Abd al-Aziz Al Sa'ud, principe e politico saudita († 1984)
- Mutara III del Ruanda, sovrano ruandese († 1959)